# Groom of the Stole
Il Groom of the Stole era un funzionario della Casa Reale britannica, una posizione datata all'epoca degli Stuart (dal 1603 circa) ma riuscì ad evolversi dal primitivo Groom of the Stool, incarico già esistente durante il regno di Elisabetta I. L'originale nomenclatura derivava dal trono utilizzato (Stul è il termine Nordico e Inglese primitivo per Chair, cioè Sedia). Nell'era vittoriana l'incarico venne riesaminato e rinominato come Groom of the Stole, dal latino stola, un tipo di veste.

## Origini dell'incarico
Il Groom of the Stool, ufficialmente indicato come Groom of the King's Close Stool, nei primi tempi era responsabile dell'assistenza del re nel momento dell'espletazione delle sue funzioni corporali di escrezione e abluzione, mantenendo un'aura di decoro reale per il procedimento. Vi è da dire che egli era inoltre responsabile degli articoli necessari al momento al quale era preposto, come la "comoda" (close perché era utilizzata in una stanza privata), il lavabo, l'acqua, le spugne, la stoffa per la pulitura (all'epoca la carta igienica ancora non esisteva), nonché delle tende per preservare la privacy reale.
La questione e così l'incarico possono apparire futili e persino poco dignitosi, ma in realtà questo era di grande importanza, soprattutto quando il sovrano si trovava a viaggiare perché nelle residenze in cui alloggiava, soprattutto se ospitato presso altre residenze non reali, i servizi potevano lasciare a desiderare.
Il compito del Groom of the Stool era anche quello di monitorare la dieta del re nonché della pulizia perfetta degli oggetti sino all'uso successivo. La problematica del momento intimo del re era data spesso dalla presenza di vestiti complessi da indossare e da togliere, soprattutto durante l'inverno, con dozzine di bottoni e lacci, spesso arricchiti da ricami in oro o con perle e pietre preziose cucite. Spesso il Groom of the Stool aveva anche il compito di pulire personalmente il re dopo che avesse espletato le proprie funzioni, dal momento che in assenza dell'attuale carta igienica era difficile assicurarsi una corretta pulizia propria per il decoro del sovrano.
Dato il ruolo delicato, il personaggio era estremamente stimato dal sovrano al quale quest'ultimo dava confidenza ed egli veniva scelto per le particolari qualità personali che rendevano il re a suo agio in sua compagnia. La posizione era di estremo potere poiché il Groom of the Stool agiva da consigliere privato segreto del re e la maggior parte dei cortigiani lo rispettavano e, in molti casi, lo temevano.
Dall'età dei Tudor, alla figura di Groom of the Stool assursero persone come Hugh Denys, che era membro della gentry del Gloucestershire e che morì avendo quattro castelli di sua proprietà.

## Evoluzione dell'incarico all'epoca degli Stuart
L'incarico era riservato esclusivamente ai monarchi di sesso maschile e pertanto durante il regno di Elisabetta I il ruolo fu perlopiù inesistente, mentre riprese vigore sotto Giacomo I. Il detentore dell'incarico divenne all'epoca degli Stuart (XVII secolo) il primo Lord of the Bedchamber, sempre identificato in un grande nobiluomo. La posizione aveva un potere considerevole perché aveva un accesso intimo al re. Durante il regno di Carlo I il termine stool sembrava ormai aver perso il suo originario significato di "sedia", o più particolarmente di "comoda". L'ufficio era ormai diventato di carattere finanziario e per questo la Regina cambiò il significato di stole indicandola come derivante dal latino stola, una lunga veste indossata dalle donne romane e dai suonatori di flauti durante le feste in onore di Minerva. Lo storico David Starkey ha motivato tale cambiamento come un effetto tipico del vittorianesimo
«Quando i vittoriani iniziarono a guardare a questo incarico, lo scandirono in s-t-o-l-e, ed immaginarono ogni modo per ricondurlo ad elaborate vesti utilizzate dal monarca durante l'incoronazione.»
L'incarico rimase discontinuo sino all'ascesa di Edoardo VII nel 1901.

## Detentori del titolo
Grooms of the Stole di Carlo I
- –1643: Henry Rich, I conte di Holland[6]
- 1643–1649 (?): William Seymour, I marchese di Hertford[6]
- 1649 (?): Thomas Blagge[7]

 Grooms of the Stole di Enrichetta Maria di Francia 
- 1660–1667/1673 (?): Elizabeth Boyle, contessa di Guilford[8]

 Grooms of the Stole di Carlo II 
- 1660: William Seymour, I marchese di Hertford
- 1660–1685: Sir John Granville (poi conte di Bath)

 Grooms of the Stole di Giacomo II 
- 1685–1688: Henry Mordaunt, II conte di Peterborough

 Grooms of the Stole di Guglielmo III 
- 1689–1700: William Bentinck, I conte di Portland[9]
- 1700–1702: Henry Sydney, I conte di Romney

 Grooms of the Stole di Anna di Gran Bretagna 
- 1702–1711: Sarah Churchill, contessa di Marlborough (poi duchessa di Marlborough)
- 1711–1714: Elizabeth Seymour, duchessa di Somerset

 Grooms of the Stole del Principe Giorgio
- 1683–1685: John Berkeley, III barone Berkeley di Stratton
- 1685–1687: Robert Leke, III conte di Scarsdale
- 1697–1708: John West, VI barone De La Warr

 Grooms of the Stole di Giorgio I 
- 1714–1719: Lionel Sackville, I duca di Dorset
- 1719–1722: Charles Spencer, III conte di Sunderland
- 1722–1723: Vacante
- 1723–1727: Francis Godolphin, II conte di Godolphin

 Grooms of the Stole  di Giorgio II
- 1727–1735: Francis Godolphin, II conte di Godolphin
- 1735–1750: Henry Herbert, IX conte di Pembroke
- 1751–1755: Willem Anne van Keppel, II conte di Albemarle
- 1755–1760: William Nassau de Zuylestein, IV conte di Rochford

 Grooms of the Stole di Giorgio III
- 1760–1761: John Stuart, III conte di Bute
- 1761–1770: Francis Hastings, X conte di Huntingdon
- 1770–1775: George Hervey, II conte di Bristol
- 1775: Thomas Thynne, III visconte Weymouth
- 1775–1782: John Ashburnham, II conte di Ashburnham
- 1782–1796: Thomas Thynne, III visconte Weymouth (poi marchese di Bath)
- 1796–1804: John Ker, III duca di Roxburghe
- 1804–1812: George Finch, IX conte di Winchilsea
- 1812–1820: Charles Paulet, XIII marchese di Winchester

 Grooms of the Stole di Giorgio IV 
- 1820–1830: Charles Paulet, XIII marchese di Winchester

 Grooms of the Stole di Guglielmo IV 
- 1830–1837: Charles Paulet, XIII marchese di Winchester

 Grooms of the Stole del Principe Alberto 
- 1840–1841: Lord Robert Grosvenor (poi Lord Ebury)
- 1841–1846: Brownlow Cecil, II marchese di Exeter
- 1846–1859: James Hamilton, I duca di Abercorn
- 1859–1861: John Spencer, V conte Spencer

 Grooms of the Stole di Alberto Edoardo, principe di Galles
- 1862–1866: John Spencer, V conte Spencer
- 1866–1877: ?
- 1877–1883: Sir William Knollys
- 1883–1901: James Hamilton, II duca di Abercorn